# Arkhimédész törvénye

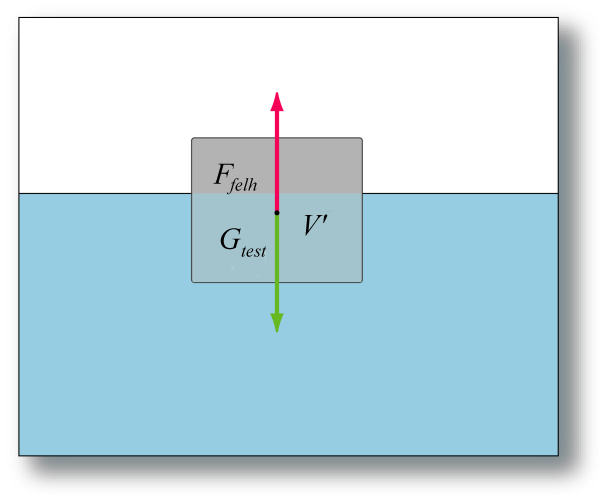
A folyadékba helyezett test úszik a folyadék felszínén, ha a felhajtóerő kiegyenlíti a gravitációs erőt.

Arkhimédész törvénye szerint minden folyadékba vagy gázba merülő testre felhajtóerő hat, amelynek nagysága egyenlő a test által kiszorított folyadék vagy gáz súlyával. A felhajtóerőről szóló törvényt Arkhimédész az ókori görög tudós írta le, ezért nevezzük az iránta való tiszteletből így.
Közismert a mondóka: "Minden vízbe mártott test a súlyából annyit veszt, amennyi az általa kiszorított víz súlya".

## A fürdőkád és a királyi korona
Vitruvius a De architectura című művében írja le azt a történetet, amely szerint Hieron király arra kérte a tudós-feltalálót, hogy állapítsa meg egy koronáról annak tönkretétele nélkül, hogy tiszta aranyból van-e? A legenda szerint Arkhimédész a vízzel teli kádba beszállva jött rá, hogy a kiszorított víz térfogata megegyezik a belemerülő test térfogatával.
Arkhimédész módszere az volt, hogy egy vízzel telt edénybe merítette a koronát, és megmérte a kiszorított víz térfogatát. Vett két ugyanolyan súlyú ezüst és aranytömböt, megmérte velük is a kiszorított víz térfogatát, és mivel a korona által kiszorított víz térfogata a kettő között volt, így rájött, hogy a korona nem tiszta aranyból készült, hanem ezüst is van benne. Innen már könnyen ki tudta számolni a korona sűrűségét, és hogy hány százalék benne az ezüst.
Bár a csalás mértékének meghatározása Arkhimédész nevéhez fűződik, de az ötlet térfogatmérésen alapul, és ily módon nincs köze, a több helyen felbukkanó téves magyarázattal ellentétben – a felhajtóerőhöz, azaz Arkhimédész törvényéhez.

## A felhajtóerő
Arkhimédész törvénye szerint a folyadékba helyezett testre ható felhajtóerő miatt lehetséges, hogy a test nem merül el, hanem lebeg a folyadékban, vagy úszik a felszínén, attól függően, hogy az átlagsűrűsége mekkora a folyadékához képest.

## További információ
- Arkhimédész törvénye - bemutató (indavideo.hu)